# ديفي جونز (قراصنة الكاريبي)
ديفي جونز (بالإنجليزية: Davy Jones) هو شخصية خيالية وخصم عنيد لجاك سبارو في سلسلة أفلام قراصنة الكاريبي، ديفي جونز هو قائد سفينة الهولندي الطائر وهو من الأشباح الذي يجوبون البحار بحثاً عن النفوس لبناء سفينته. وشخصيته خيالية ولا تشبه الواقع في الشكل حيث حدث تقنيات فنية في ظهوره وقام بتأديه دوره الممثل بيل ناي، ظهر في الجزء الثاني والثالث في سلسلة أفلام قراصنة الكاريبي وصدرت منتجات شرائية بالشخصية في الأسواق العالمية وقد قتله جاك سبارو عندما طعن قلبه باستخدام يد ويل ترنر الذي كان على وشك الموت.

## خلفية
ديفي جونز كان يحب الساحرة تيا دالما (كاليبسو) وكان بحارا حسنا، ثم بعد ذلك تبدل حاله وأصبح مجرما بعدما صار قبطان سفينة الهولندي الطائر حيث يقتل الأبرياء وغيرهم، وكان حكم تلك السفينة أن يكون عشر سنين يتجول البحر وله يوم واحد فقط على البر، وقد خدم على سفينة الهولندي الطائر أكثر من 100 سنة.

## صندوق الرجل الميت
كانت بداية ظهور شخصية ديفي جونز في فيلم صندوق الرجل الميت، حيث كان هو قائد سفينة الهولندي الطائر.
قام جاك سبارو بالبحث عن المفتاح الذي وجده رساله مبعوثة له على سفينته وكان جاك لا يعلم ما السر وراء المفتاح حتى في نهاية الامر تبين له ان هذا المفتاح يفتح الصندوق الذي به قلب ديفي جونز ومن يطعن القلب يصبح هو قبطان سفينة الهولندي الطائر، وفي النهاية نجح جاك بمساعدة ويل ترنر وجيمس نوينغتون في الحصول على المفتاح ومن ثم الصندوق الذي به قلب ديفي جونز، فأخذ جاك القلب من الصندوق وهرب، ولكن في النهاية تمكن جيمس نورينغتون من سرقة القلب من جاك وقام نورينغتون بتسليم القلب لللورد كتلر بيكت حتى يعيده للخدمة مع بريطانيا العظمى.

## في نهاية العالم
تمكن اللورد كتلر بيكت من السيطرة على سفينة الهولندي الطائر بعد حصوله على قلب ديفي جونز حيث انه أوقف جنديين بمدفعين امام القلب فإن عصى ديفي جونز أمر كتلر بكيت قتله، فكانت أهم أوامر كتلر بيكيت قتل قراصنة منظمة التسعة الثماني وإستيلائه وحده فقط على بحر الكاريبي وفي النهاية استطاع ديفي جونز التخلص من قوات كتلر بيكت من على سفينة الهولندي الطائر ولكن القلب كان مع جاك، فطعن ديفي جونز ويل ترنر بسيفه ولكن سرعان ما تدخل بوتستراب بيل ترنر بضرب ديفي جونز حتى تمكن جاك بطعن قلب ديفي جونز على يد ويل ترنر.

## روابط خارجية
- فيلم قراصنة الكاريبي:صندوق الرجل الميت على قاعدة بيانات الأفلام
- قراصنة الكاريبي:في نهاية العامل على قاعدة بيانات الأفلام